# 上孟乡
上孟乡，是中华人民共和国四川省阿坝藏族羌族自治州理县下辖的一个乡镇级行政单位。

## 行政区划
上孟乡下辖以下地区：
塔斯村、日京村、日波村、绿叶村和木尼村。